# Кантињи
Кантињи (фр. Cantigny) насеље је и општина у североисточној Француској у региону Пикардија, у департману Сома која припада префектури Мондидје.
По подацима из 2011. године у општини је живело 105 становника, а густина насељености је износила 26,05 становника/km². Општина се простире на површини од 4,03 km². Налази се на средњој надморској висини од 104 метара (максималној 112 m, а минималној 64 m).

## Демографија
| 1962. | 1968. | 1975. | 1982. | 1990. | 1999. | 2011. |
| ----- | ----- | ----- | ----- | ----- | ----- | ----- |
| 110   | 117   | 116   | 123   | 131   | 124   | 105   |

График промене броја становника у току последњих година